# Dardo Ortiz
Dardo Ortiz, (Montevideo, 23 de septiembre de 1915 - Ib., 21 de marzo de 1990) fue un escribano y político uruguayo, perteneciente al Partido Nacional.

## Biografía
En 1939 se graduó como escribano en la Universidad de la República.
Fue militante del Partido Nacional, en el Herrerismo, desde su juventud.
En 1954 acompaña a Daniel Fernández Crespo en la fundación del Movimiento Popular Nacionalista, siendo electo diputado, banca que retuvo cuatro años más tarde, con el triunfo del Partido Nacional. En 1962 fue elegido senador.
En 1965 fue designado Ministro de Hacienda (hoy Economía) del segundo colegiado blanco, cargo que desempeñó durante dos años. En las elecciones de 1966 fue candidato a Vicepresidente de la República, acompañando a Martín Echegoyen. En esas elecciones volvió a ser electo diputado.
En 1969 participó en la creación de Por la Patria, grupo liderado por Wilson Ferreira Aldunate. En las elecciones de 1971 fue nuevamente electo senador. En la última sesión del Senado previa al golpe de Estado del 27 de junio de 1973, pronunció un breve pero encendido discurso: Habrá quienes rodeen al nuevo poder como los cuervos que esperan alimentarse con nuestros despojos. Serán los mismos que los abandonarán como se abandona ya el barco en el momento en que lo crean a punto de hundirse. De lo que sí tengo seguridad señor presidente es de que cuando mi tránsito por este mundo haya terminado, mis hijos seguirán siendo los hijos de un hombre moral e intelectualmente honrado. Sé que quienes nos agobian hoy con su prepotencia y su cobardía, incapaces de vencernos con razones, dejarán sin duda una herencia materialmente cuantiosa, pero moralmente miserable. ¡Pobres ellos!
Proscripto en 1976 por la dictadura militar iniciada tres años antes, entre ese año y 1983 integró el triunvirato que dirigió clandestinamente al Partido Nacional, junto a Carlos Julio Pereyra y Mario Heber (siendo sustituido luego por Jorge Silveira Zavala). En las negociaciones con los militares para la salida de la dictadura, se distanció de las posturas de Ferreira Aldunate, pero como todos los blancos, se mantuvo asimismo alejado del Pacto del Club Naval, en el que los militares acordaron la salida democrática con dirigentes del Frente Amplio, del Partido Colorado y la Unión Cívica. En los comicios de 1984 fue candidato a Presidente de la República por el sector que fundó, la Unión Nacionalista y Herrerista, acompañado en la fórmula por el expresidente de la Asociación Rural del Uruguay Conrado Ferber.
Electo senador una vez más, en 1987 hizo alianza con el Herrerismo de Luis Alberto Lacalle. En las elecciones de 1989, en que éste obtuvo la Presidencia de la República, Ortiz fue el primer candidato al Senado por la lista triunfadora. Como primer senador de la mayoría, el 1.º de marzo de 1990 tomó el juramento presidencial a Lacalle, falleciendo de leucemia el 21 de marzo del mismo año.
Casado con Perla Alonso Nano, tuvo un hijo, Dardo (1952), quien fuera Prosecretario del Senado, y una hija, Susana (1950).